# Лейон Пірс Бальтазар фон Кампенгаузен
Лейон Пірс Бальтазар фон Кампенгаузен (нім. Leyon Pierce Balthasar von Campenhausen; рос. Бальтазар Христофорович фон Кампенгаузен; 14 січня 1746, м. Рига — 8 вересня 1807, м. Рига) — письменник і поет балтійсько-німецького походження.

## Біографія
Лейон Пірс Бальтазар фон Кампенгаузен належить до давнього голландського роду Кампенгаузен, представники якого спочатку потрапляють до Швеції, а потім до Ліфляндії. Його дід Іоганн Кампенгаузен був соратником і драбантом Карла XII, брав участь у Полтавській битві. Лейон Пірс навчався у Гетінгені та Женеві. Навіть подейкували, що Лейон Пірс був знайомий з Вольтером особисто, хоча цьому не знайдено жодних підтверджень. Слід лише зазначити, що Вольтер безумовно вплинув на світогляд та творчість молодого Пірса. Подорожував Італією, Іспанією, Англією, Швейцарією та Німеччиною, служив камергером при Дрезденському дворі. 1770 року з'явився при дворі Катерини II. Імператриця планувала одружити його з племінницею князя Орлова, але батько молодого барона не дав згоди на шлюб. Був секретарем з іноземного листування при князі Потьомкіні.
У роді Кампенгаузенів було не мало осіб, що відіграли помітну роль у російській та європейській історії. Найвідомішим є Бальтазар фон Кампенгаузен (1772–1823) — державний діяч, градоначальник Таганрога, державний контролер і керівник міністерства внутрішніх справ. У XX сторіччі можна відмітити Ганса фон Кампенгаузена (1903–1989), який був відомим протестантським теологом, та його сина Акселя фон Кампенгаузена (1934) — юриста з церковного права.

## Творчість

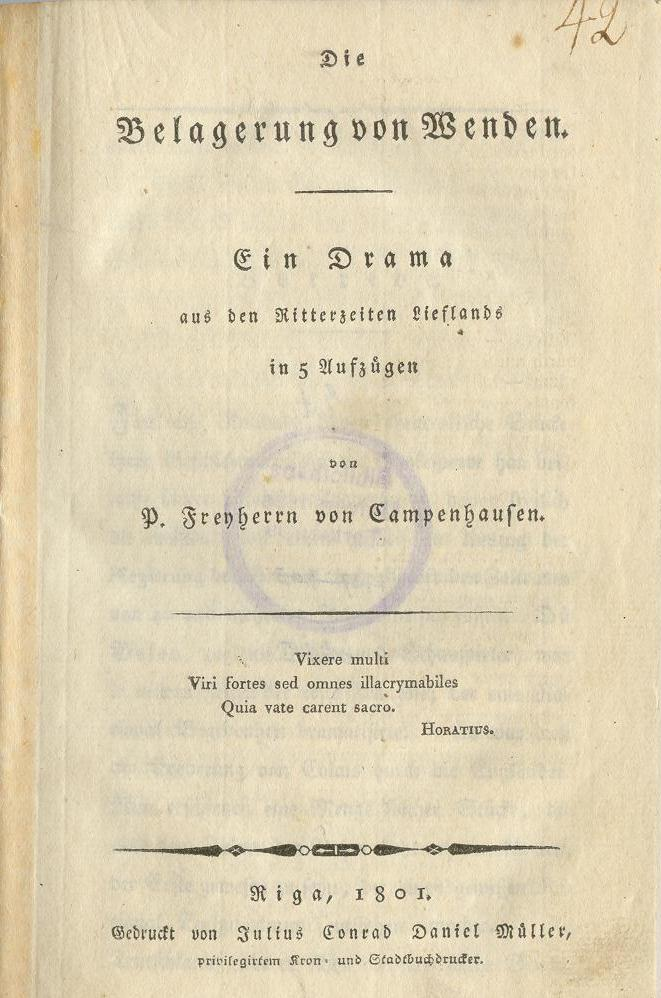
Титульна сторінка драми «Облога венедів», Рига, 1801 рік.

У 1788 році видав у Ревелі збірку віршів. Написав огляд історії німецького театру та історію театру в Ризі. У 1801 році в Ризі виходить друком драма «Облога Венедів». У драмі йдеться по давню історію Литви, де дійовими особами є литовські князі Гедимін та Ольгерд, це драма про героїзм, долю Лівонії, про честь та славу. Але цінність цього твору полягає у тому, що воно посідає перше місце серед подібних творів періоду Романтизму в Лівонії.
Але на найбільшу увагу заслуговують його статті, позначені талантом спостерігача й оповідача. Поміж найважливіших — описи Польської війни 1793 року та Російсько-турецької війни 1787–1791 років, у яких автор брав участь.

### «Подорожні записки»
У 1807 році в Лейпцизі виходять його Записки «Bemerkungen über Russland».
Подорожні записки Кампенгаузена поділяються на дві частини. У першій частині автор робить географічні зауваження, які стосуються Росії загалом. Він наводить досить детальні дані щодо географічного розташування Російської імперії, вказуючи її площу, різні кліматичні зони і провінції, що входять до складу імперії. Далі автор перелічує, знову ж досить детально, такі географічні об'єкти: гори і гірські системи, рівнини, річки тощо, при цьому підкреслюючи які-небудь цікаві особливості цих місць, або їхню важливість в економіці держави.
Друга частина книги носить назву «Спостереження про кілька провінцій і міст Росії, зокрема Молдавію, Бессарабію, Валахію і Крим». Свою подорож Кампенгаузен починає в Санкт-Петербурзі, звідки він через Новгород прямує до Білорусі. Після короткого опису особливостей білоруської землі починається глава про Малоросію або Україну. Тут Кампенгаузен стисло, ба навіть скупо розповідає про міста північної України — Чернігів, Добрянку, Лубни, Ніжин. Київ, на його погляд, вартий уваги лише завдяки розташованим у ньому печерам. Проте він з цікавістю розповідає про торговельні принади Ніжина, а також про історичні і природні особливості Лубен. Потім він нашвидку надає відомості про населення України, мову, природні багатства.
Цікавим є те, що Кампенгаузен ніколи не застосовує слова «українці», на відміну від інших національностей — росіян, євреїв, вірмен, греків, татар, турків тощо, які жили на цих теренах.

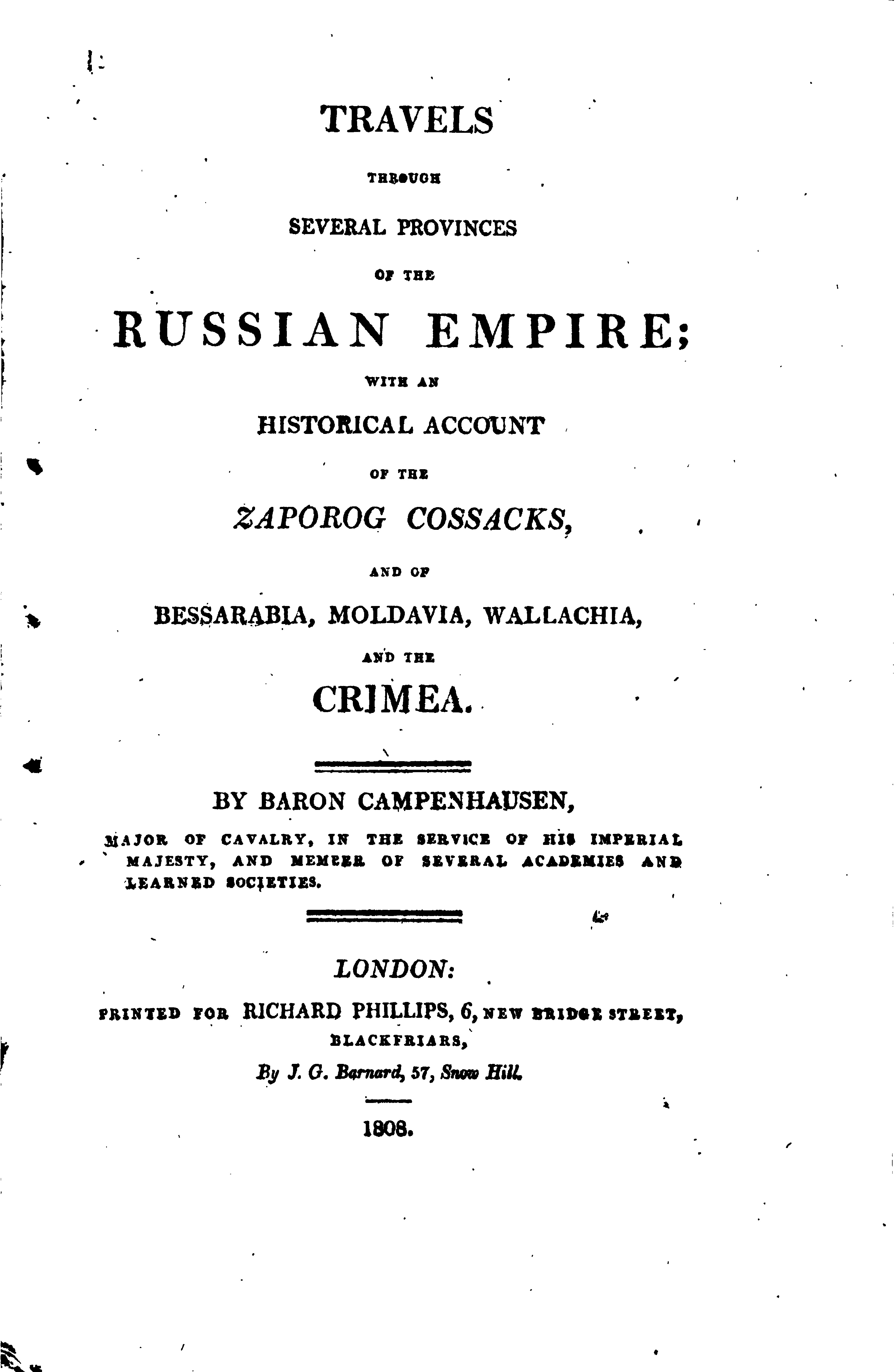
Титульна сторінка «Подорожей» Кампенгаузена в англійському перекладі. Лондон, 1808 рік

Коли він використовує етнонім «росіяни», то інколи важко зрозуміти, який саме народ він має на увазі. Інколи автор пише про «північних росіян», щоб відрізнити їх від жителів України, а саму Північну Росію називає Старою Росією, зазначаючи, що територія України майже дорівнює за розміром Старій Росії до приєднання до тої східних азійських територій та Сибіру.
Отримавши Європейську освіту в добу Просвітництва, Кампенгаузен пише енциклопедично. Його текст нагадує перелік фактів, спостережень, природничих даних, і лише в деяких місцях автор аналізує побачене або почуте. Автор приділяє багато уваги природі побачених їм земель. Сам Кампенгаузен чітко зазначає, що все, про що він пише, він або почув сам, або почув від людей, які варті довіри.
Раптово розповідь переривається досить детальною розповіддю про розкольників, які мешкали у місцевості між Стародубом та Єлізаветградом, хоча сама глава носить назву «Коротка розповідь про розкольників». Автор зауважує, що він надає автентичну інформацію, яку він зміг зібрати завдяки своїм розпитуванням та вивчення рукопису «Доповідь про різні сексти в Російській Імперії», написаного архімандритом Андрієм Івановим в Охті. «Коротка» розповідь про розкольників займає шість сторінок з досить детальними подробицями про різні розкольницькі течії і відгалуження.
Наступний розділ книги автор присвятив Кременчуку, Александрії, Хортиці, Єлизаветграду, Ольгіополю.
І знову він ретельно описує положення міста, його важливість як торговельного міста, де комерцією займаються переважно заможні вірмени, греки та євреї. Він також надає опис товарів, якими торгували у цій місцевості. Цікаво, що у Кременчузі можна було купити навіть каракатиць, яких сюди привозили греки з Егейського моря. Тут він вперше чує слово «базар», тобто ринок. Також він описує раціон харчування місцевого населення і, зокрема, згадує про борщ.
Далі Кампенгаузен потрапляє до Єлізаветграда, який нагадує йому голландське містечко.
У Херсоні Кампенгаузен більш за все звертає увагу на гарні будинки місцевих греків та значний обсяг торгівлі, якою вони займаються.
Дуже цікавими для нас є спостереження автора щодо людей, яких він зустрічав на своєму шляху. Тут ми не бачимо психологічних подробиць або подробиць особистих знайомств. Це нагадує спостереження через скло, коли споглядач накладає щось на кшталт класифікаційного маркування.
З цього погляду національні типи, відмічені бароном Кампенгаузеном на території України, є дуже цікавими з точки зору сьогодення.
Описуючи тубільців він пише або про «жителів України», або про мешканців певних міст, або використовує назву певної групи людей, як то козаки-запорожці, розкольники, меноніти тощо.
Щодо мови, яку автор міг чути під час своєї подорожі, ми можемо зробити висновок, що він спілкувався як з україномовними, так і з російськомовними мешканцями цих земель. Підставою для цього є те, що подекуди він використовую українські слова або вимову прізвищ, або російські слова.
Далі йде кількасторінкова частина книги, яку Кампенгаузен присвятив описанню запорозьких козаків. Оскільки Кампенгаузен вважав, що до нього ніхто з європейських мандрівників не згадував про козаків, то він розповідає історію їх виникнення, наводить звід законів, які було встановлено серед козаків, а також розповідає про їхні звичаї та спосіб життя. Він наголошує, що може ручатися за правду своїх слів, оскільки він брав участь у всій війні (тут. Російсько-Турецька війна) і мав багато нагод спілкуватися з найбільш освіченими з козаків, а також тому, що був на зимових квартирах в будинку запорожця, який був отаманом цього народу до того, як запорожців було позбавлено їхньої незалежності.
Після цього йде опис Катеринославської губернії, Кривого Рогу, Херсона та Миколаєва. Тут натрапляємо на мозаїчні вставки з описами Криму, де бачимо критичну оцінку автора записок іншої мандрівниці — Марії Гатрі, яка подорожувала Кримом у 1785-86 роках, а її книжка вийшла друком у Лондоні в 1802 році — за 5 років до лейпцігського видання подорожей Кампенгаузена. Проте замість того, щоб удаватися у детальний опис цих місць, Кампенгаузен відсилає нас до праць Палласа, визнаючи їхню безперечну цінність як джерела природознавчих знань про півострів.
Після стислого опису Криму автор подорожує до Бессарабії, Молдавії та Валахії, розповіді про які присвячено решту цієї праці. Кампенгаузен досить детально описує звичаї, історію, побут населення цих країн. Також він згадує циган і наводить перелік молдавських господарів від XIV століття. Наприкінці книги Кампенгаузен робить невеликий нумізматичний відступ і розповідає про турецькі срібні та золоті монети.
На закінчення автор наводить дані про доходи і витрати турецької імперії, які, начебто, він отримав з документів, що були у власності дефтердара-паші і потрапили до рук Кампенгаузена після Римницької битви. Перелік прибуткових та видаткових статей турецької імперії займає сім сторінок, що свідчить про неабиякий інтерес до економічного життя турецького уряду.
У передмові автор говорить, що ці спостереження є тільки «фрагментом з більшого твору, написаного французькою мовою і не надрукованого, і який є оздоблений багатьма схемами та малюнками». Невідомо, що сталося з цим великим твором, який автор так і не встиг надрукувати. Попри те, що було втрачено такий великий матеріал, Записки Кампенгаузена надають деяке уявлення про життя та звичаї людей, яких зустрічав барон Кампенгаузен під час своїх подорожей цими землями.

### Значення «Подорожей» Кампенгаузена для української історіографії.
Перш ніж говорити про значення подорожніх записок Кампенгаузена для української історіографії необхідно сказати кілька слів про значення цієї праці у європейській літературі початку XIX століття. Одразу слід зазначити, що українські та кримські подорожі Кампенгаузена не залишилися непоміченими у літературі того часу. Важливим фактом є не тільки англійський та російський переклад Подорожей, які були зроблені майже одночасно з лейпцизьким виданням, але й посилання на подорожі Кампенгаузена як на джерело інформації про цю частину світу. Такі посилання ми бачимо у відомому у першій половині 19 століття енциклопедичному словнику Ерша-Грубера «Всесвітня енциклопедія науки та мистецтва», а саме в статтях про Єлизаветград та Катеринослав. Слід зауважити, що ця енциклопедія має дуже велику статтю про козаків, але серед літературних джерел, які ми згадували в цій статті, автори наводять лише працю Шерера. Крім цих посилань ми бачимо дві спроби рецензування цієї праці, які є одними з перших книжкових рецензій взагалі. Перша рецензія з'являється в літературному бібліографічному виданні «Allgemeine Literatur-Zeitung», у 112 номері за 1808 рік, у місті Галле. Рецензію на книжку Кампенгаузена приведено у рубриці «Наукові праці». Іншу рецензію ми знаходимо у книзі Мартіна Швартнера «Allgemeine geographische Ephemeriden», яка з'являється у Веймарі у 1807 році. Попри критичні зауваження щодо порядку розташування інформації та деяких вільностей у інтерпретації історичних та політичних фактів, обидва критики пишуть про те, що книжка Кампенгаузена заслуговує на увагу не лише пересічних читачів, але й науковців, зокрема географів.
Повернемось до розповіді про запорозьких козаків, якій Кампенгаузен присвячує досить вагому частину своїх записів. У передмові Кампенгаузен пише, що, наскільки йому відомо, жоден мандрівник на той час ще не писав про запорізьких козаків. Це свідчить, що Кампенгаузен не читав книги Боплана, ані Шевальє, ані Шерера. Проте у своїй рецензії Мартін Швартнер пише, що розповідь про козаків є дещо цікавою, але не додає нічого нового до того, що вже відомо на той час. Певні речі у цій розповіді є дійсно дивними, деякі твердження мають або поверховий характер, або хибне уявлення, ба навіть невірне розуміння реалій (як то невільник-помічник при козаках, вільне ставлення до жінок тощо).
Мало відомо, що саме входили у обов'язки Кампенгаузена як секретаря з іноземного листування, також невідомо наскільки близько міг автор Подорожей спілкуватися зі звичайними козаками, попри його твердження про протилежне. Отже без знання цих важливих деталей важко сприймати опис козаків як справді історичний звіт, особливо коли ми можемо бачити, що деякі факти перегукуються з працями попередників Кампенгаузена, а саме Боплана, Шевальє і Шерера. Однак друга половина книжки, яку автор присвятив Молдавії, Бессарабії, Валахії та Криму заслуговую на більше ретельне вивчення і увагу, оскільки містить факти, які, за твердженням автора, є документальними свідоцтвами.
Жанр подорожніх записів відрізняється від історичної праці суб'єктивним поглядом на події. Автор ніколи не забуває нагадати про себе, намагаючись підтвердити правдивість своїх слів, тобто в таких записах ми бачимо скоріш автора, аніж історію (в історії ми бачимо скоріш ідею, аніж автора). Попри це такі записи є цінним джерелом необроблених даних, так би мовити «сировиною» для історичного методу розгляду подій. Оскільки в українській історіографії не лише книжка Подорожей, але й сама особа Лейона Пірса Бальтазара фон Кампенгаузена є на сьогодні новою і маловідомою, то це говорить про необхідність приділити більшу увагу цьому твору і особистості, яка напевно була свідком цікавих подій далекого минулого нашої країни.

## Основні твори
- «Gedichte» (Ревель, 1788). Див. J. v. Sivers, «Deutsche Dichter in Russland».
- «Die Belagerung von Wenden» (Riga, 1801).
- «Bemerkungen über Russland, besonders einigen Provinzen dieser Reichs und ihr Naturgeschichte bettreffend, nebst einer kurzgefassten Geschichte der Zaporoger Kosaken, Bessarabiens, der Moldau und der Krimm» (Leipzig: F. C. Dürr, 1807). Український переклад опублікований повністю в 2024 році у видавництві РВВ в книзі "Україна та сусідні землі в XVIII ст. Подорожі барона фон Кампенгаузена" (переклад Полоза О.Є., наук.ред. Сокирка О.Г.)[7]
- «Kurze Gesch. der Raskolniken» в Kaffka's «Nordisch. Archiv» (1805, IV).
- «Der letzte Polnische Krieg» (в «Fama fur Deutsch-Russl.» Truhart'a, 1807, III и IV).